# Atelier d'Art urbain
L'Atelier d'Art urbain (scindé en deux bureaux Vizzion Architects et DDS+), était un bureau d'architectes qui, avec l'Atelier d'architecture de Genval, Michel Jaspers et le Bureau d'architecture Henri Montois, a joué un rôle dans l'établissement du postmodernisme en Belgique pendant les années 1990 et 2000.

## Historique

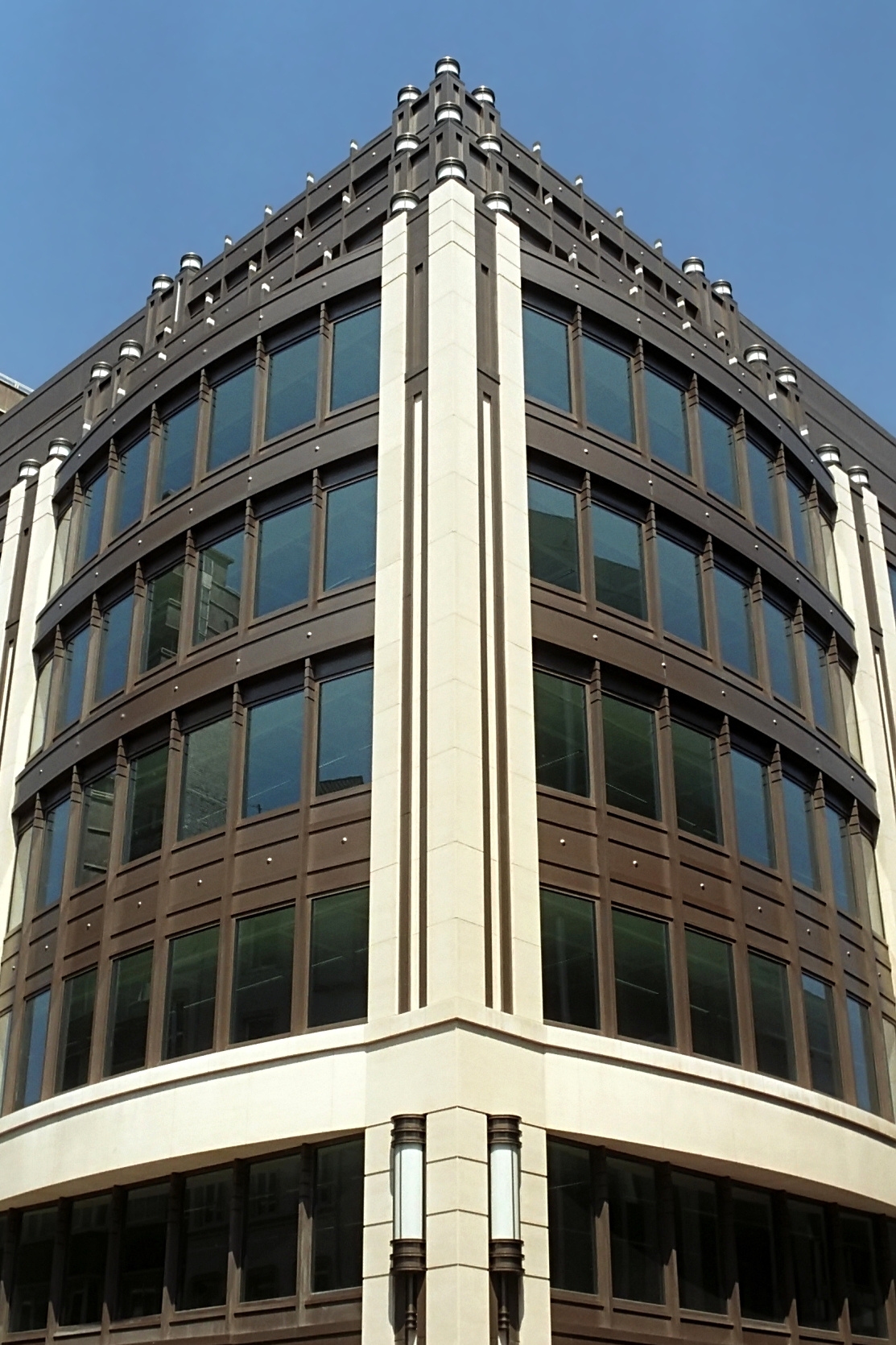
« Luxembourg 40 ».

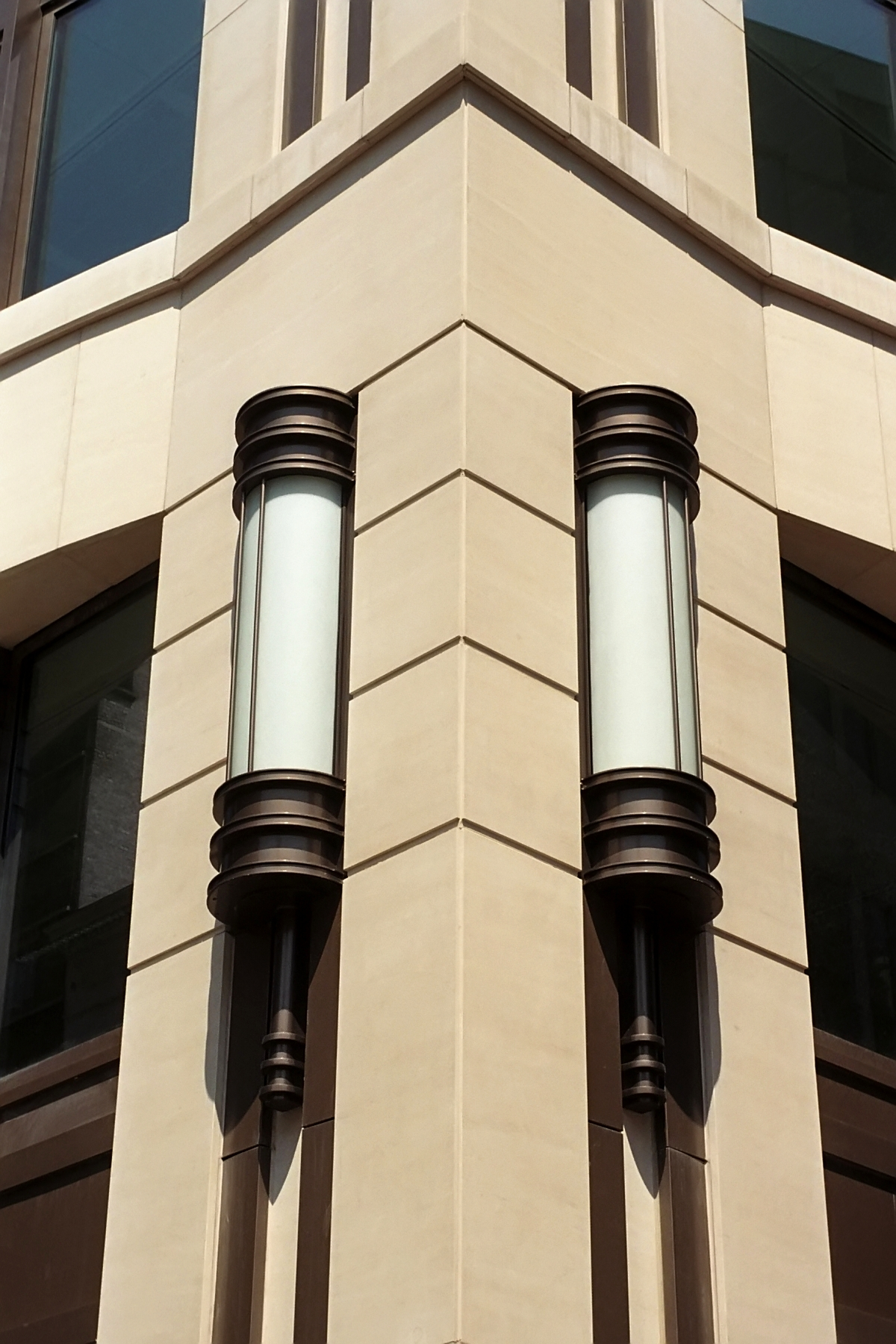
« Luxembourg 40 ».

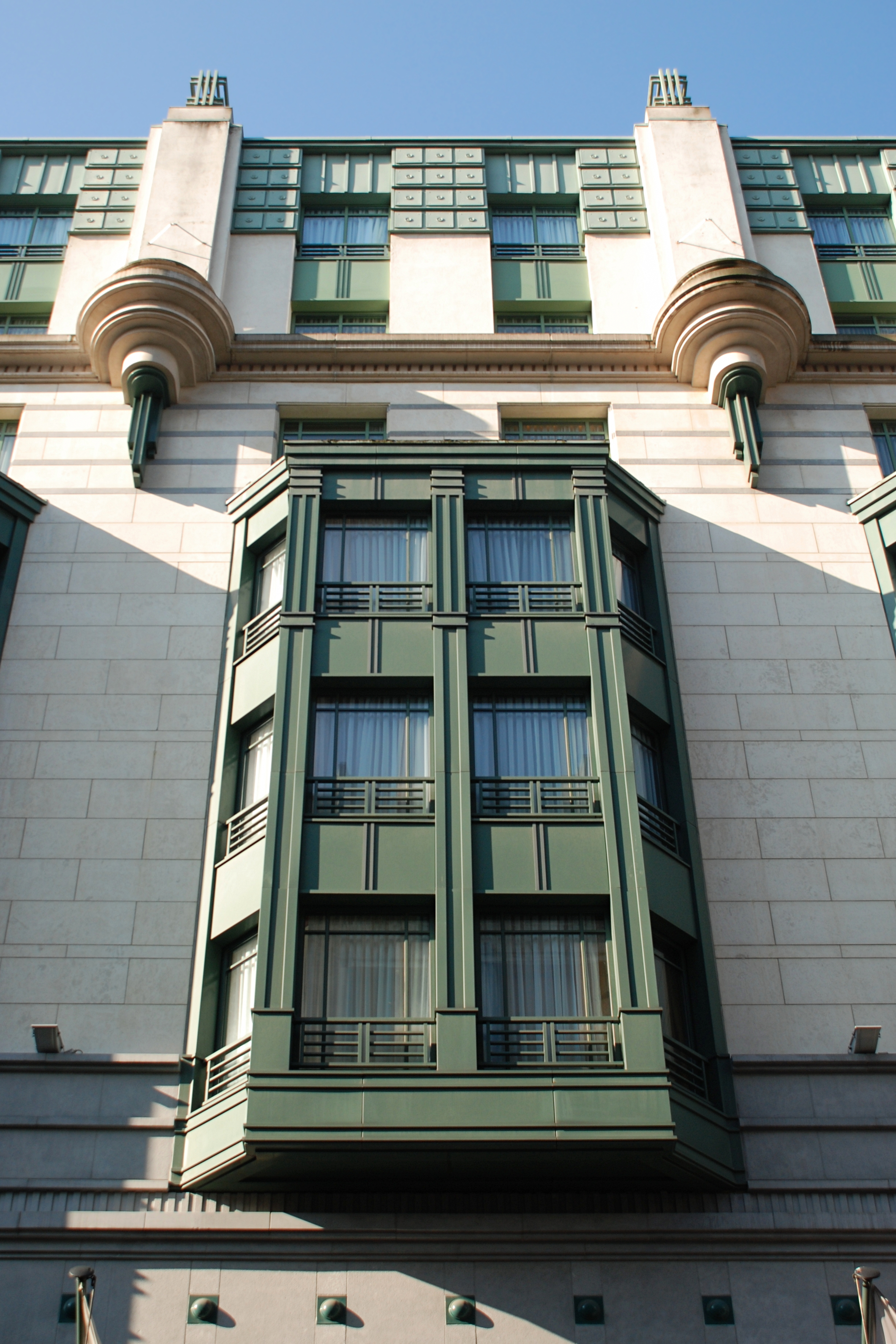
Hôtel Radisson SAS.

L'Atelier d'Art Urbain est fondé en 1979 par Sefik Birkiye (né en 1954 à Ankara en Turquie), sorti un an auparavant de l'École d'architecture de La Cambre à Bruxelles.
Birkiye est rapidement rejoint par Dominique Delbrouck puis par Christian Sibilde et Grégoire de Jerphanion, ses associés principaux.
Après des années d'activité sous le nom d'Atelier d'Art Urbain, le bureau cesse d'exister avec la séparation de ses associés qui ont fondé deux bureaux parallèles: Vizzion Architects et DDS+.
L'atelier comptait environ 80 autres architectes, parmi lesquels une dizaine d'associés.

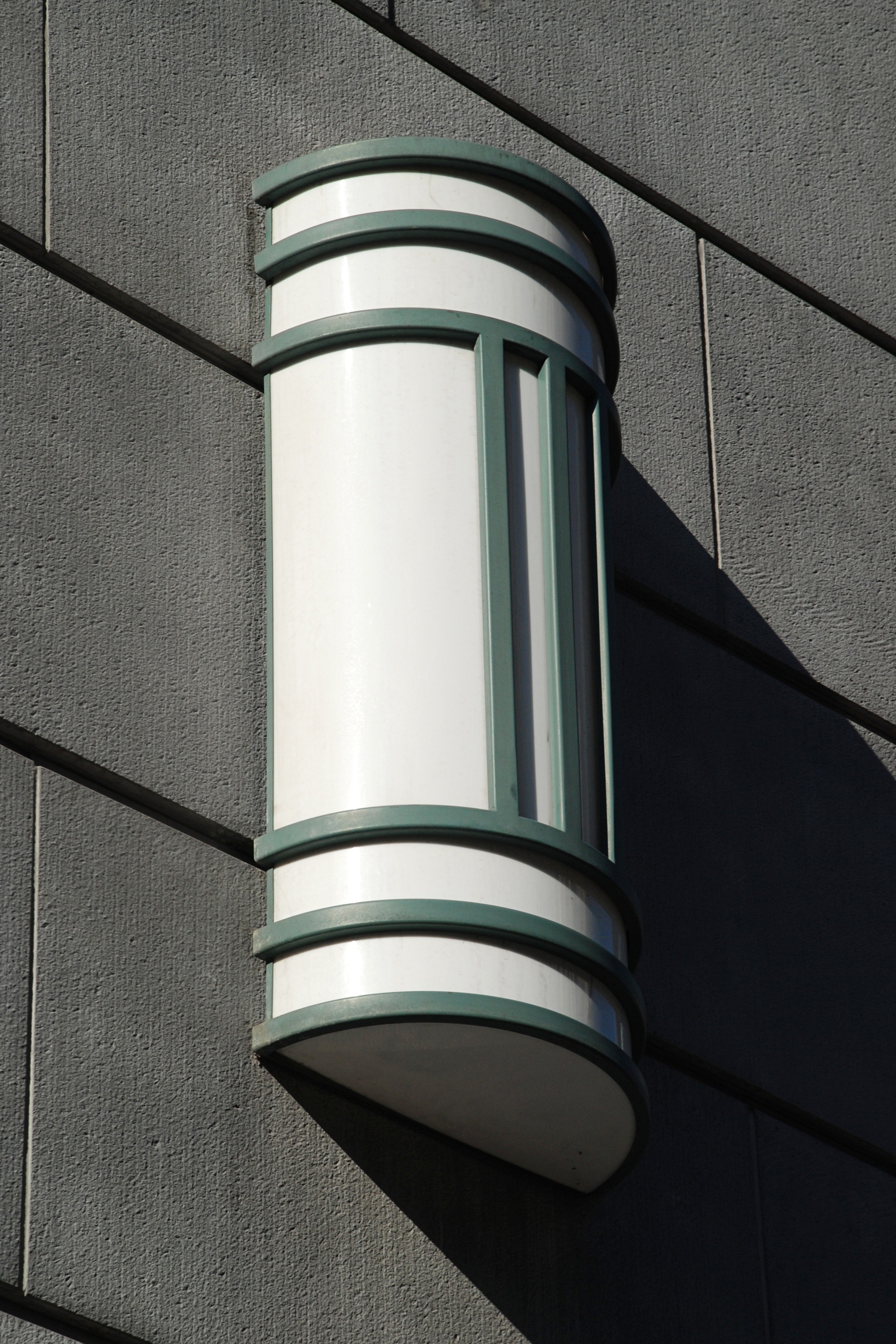
Hôtel Radisson SAS (1990).
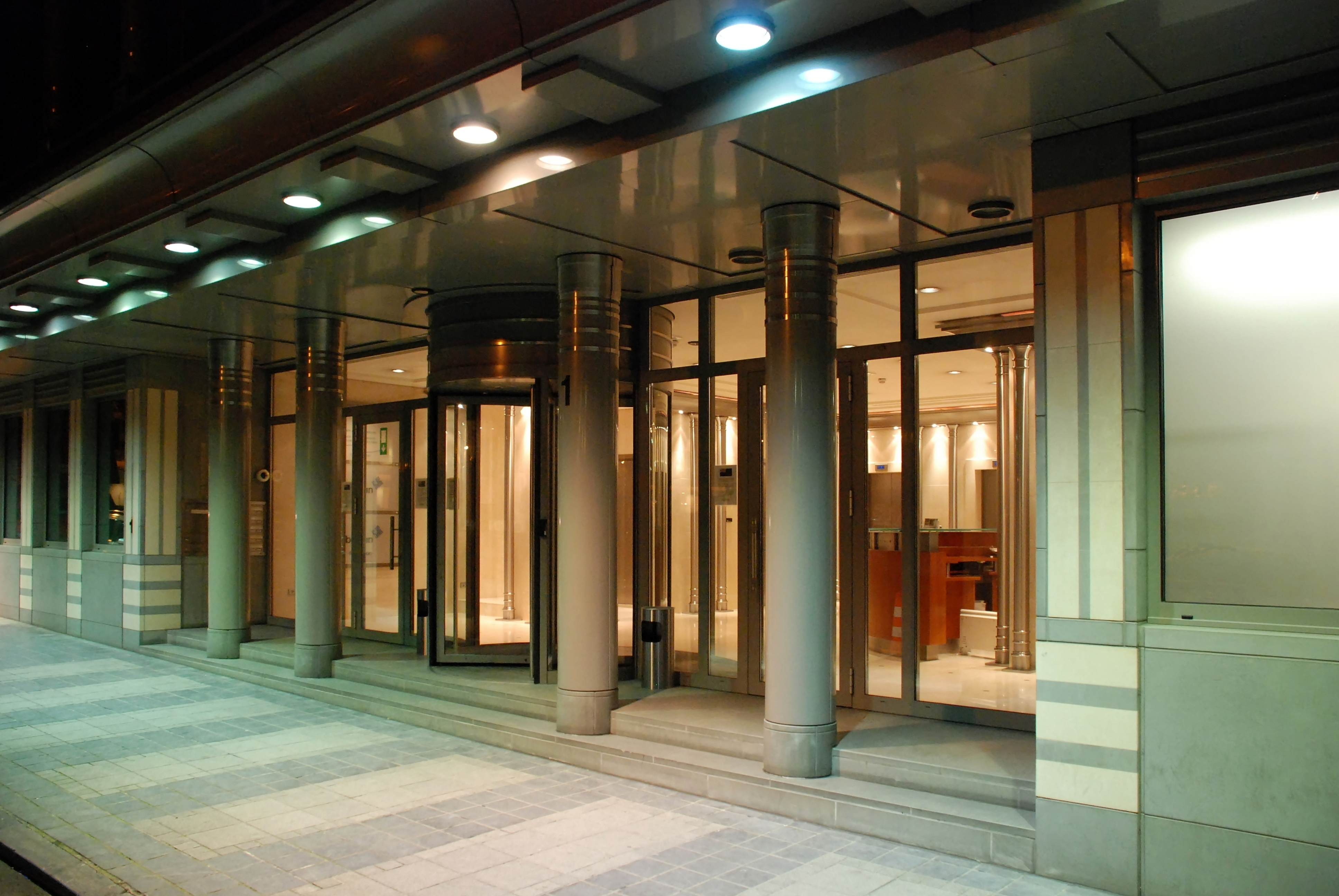
Immeuble Dexia, square de Meeus 1 (2000).
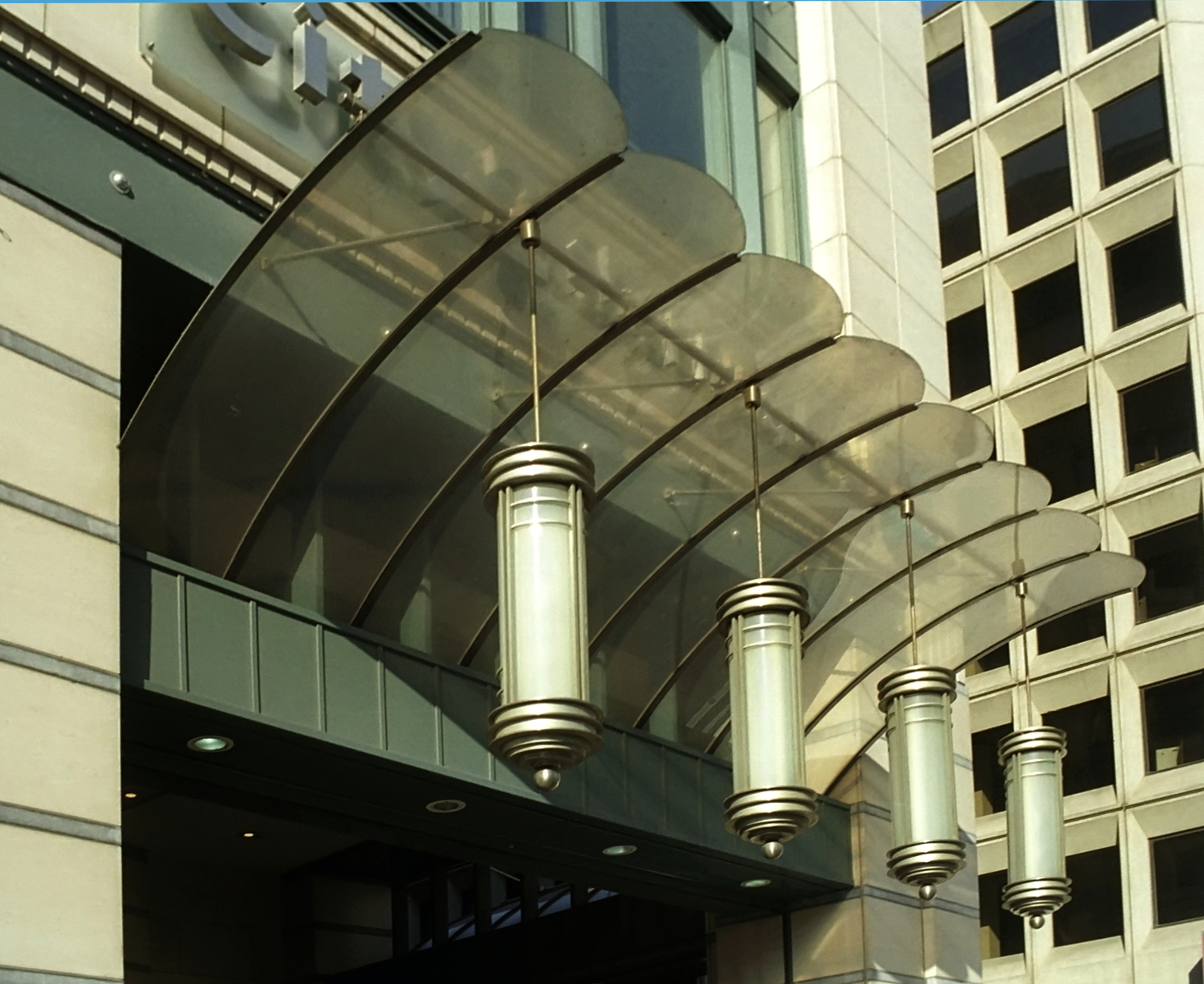
Centre commercial « City 2 » (2000).
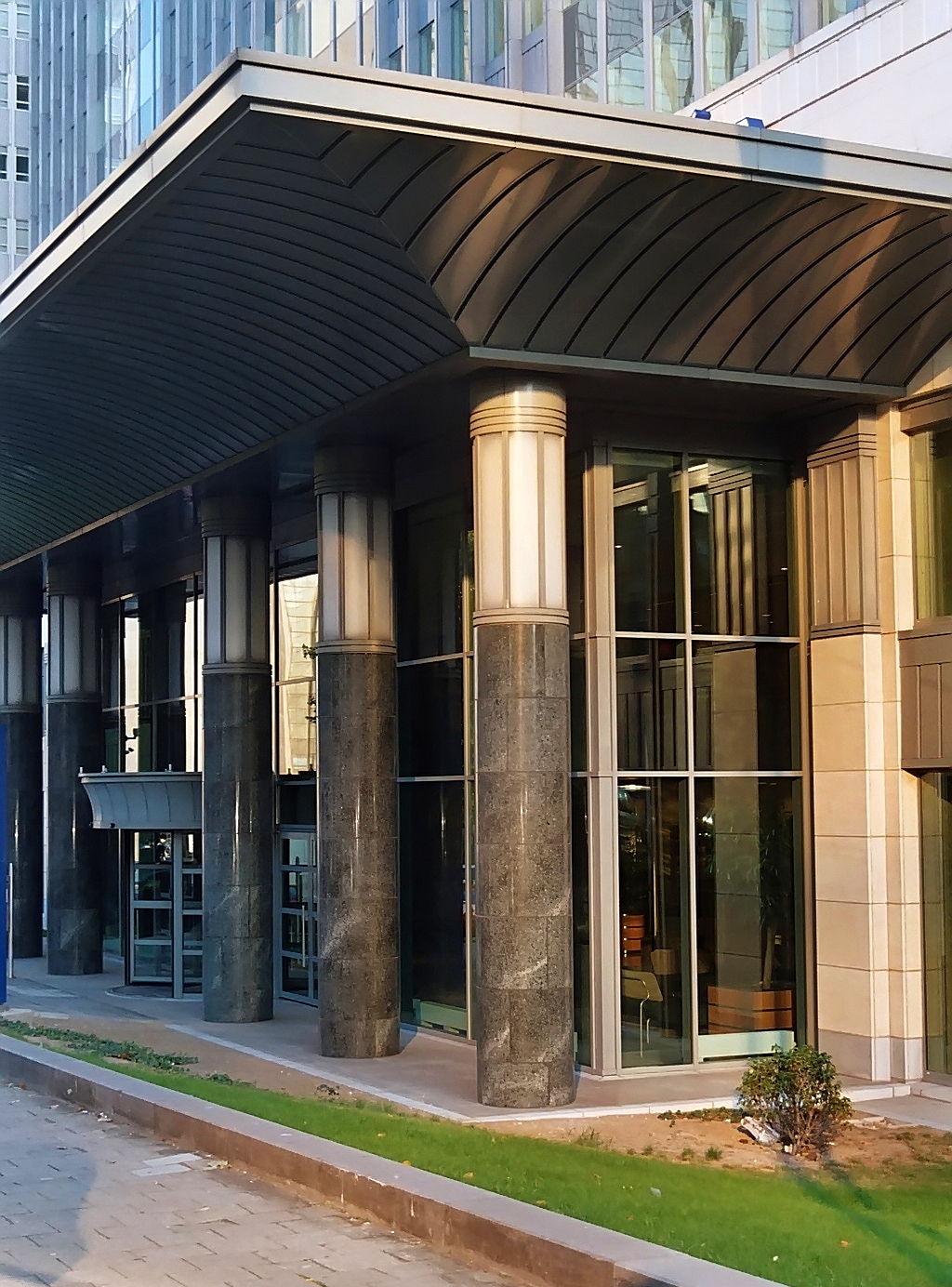
« Galilée Building » (2001).

## Réalisations en Belgique

### Constructions neuves
- 1989-1990 Hôtel Radisson SAS, rue du Fossé aux Loups 47 (avec Michel Jaspers)[1]
- 1993 Représentation de la France auprès de l'Union européenne, place de Louvain 14
- 1994 Siège de la Kredietbank (devenue KBC en 1998), avenue du Port 2 (avec Michel Jaspers)
- 1998 Zurich Assurances, avenue Lloyd George 7
- 1998 Centre d'affaires « Green Island », avenue du Port 12-14
- 1999 Casterman, rue Royale 132 (avec Michel Jaspers)
- 1999 Novotel Brussels Centre Tour Noire
- 1999-2000 Immeuble Dexia, square de Meeus 1
- 2001 Elia, boulevard de l'Empereur 20
- 2001 Distrigaz, rue de l'Industrie 10
- 2002 « Arts / Montoyer », avenue des Arts 51
- 2002 « Trône 4 », rue du Trône 4
- 2003 Fortis AG, boulevard Émile Jacqmain 83
- 2003 Land Bade-Würtemberg, rue Belliard 60-62
- 2003-2005 « Pavilion », rue de la Loi 70-74 (avec Archi2000 et Wilmotte)
- 2004 « Strato », chaussée de la Hulpe 178
- 2004-2006 Hôtel Radisson SAS EU Brussels, rue d'Idalie 35
- 2005 « Luxembourg 40 », rue du Luxembourg 40
- 2005 Swiss Life, avenue Fonsny
- 2006 City Garden, rue Joseph II, 59

### Rénovations
- 1997 Aménagement de l'entrée de l'Air Terminus de la Sabena, Putterie 22
- 1999-2000 Rénovation du centre commercial « City 2 »
- 2001 « Galilée Building », Dexia banque, boulevard Galilée
- 2001 « Eudip Three », rue de la Loi 80 et rue Joseph II 73-79

|  |  |

## Réalisations à l'étranger

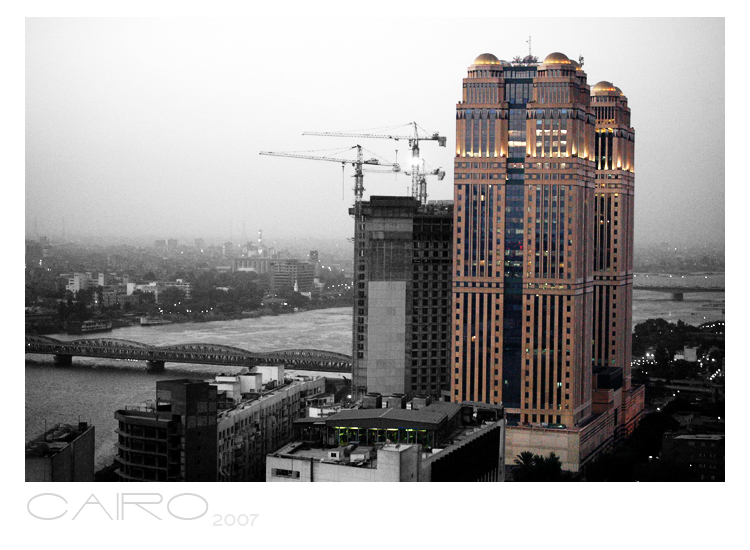
Nile City au Caire en Égypte

- 2002 Nile City au Caire en Égypte